# Streptocarpus actinoflorus
Streptocarpus actinoflorus är en tvåhjärtbladig växtart som beskrevs av T.J. Edwards och M. Hughes. Streptocarpus actinoflorus ingår i släktet Streptocarpus och familjen Gesneriaceae. Inga underarter finns listade i Catalogue of Life.